# Léon Cladel
Léon Alpinien Cladel (Montauban, 15 marzo 1835 – Sèvres, 21 luglio 1892) è stato uno scrittore e romanziere francese.

## Biografia

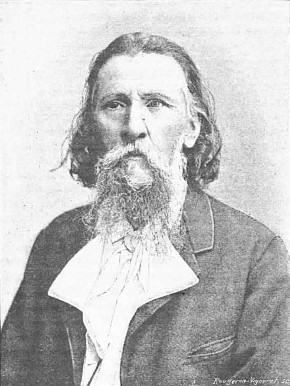
Léon Cladel (Fotografia di Wilhelm Benque, 1893)

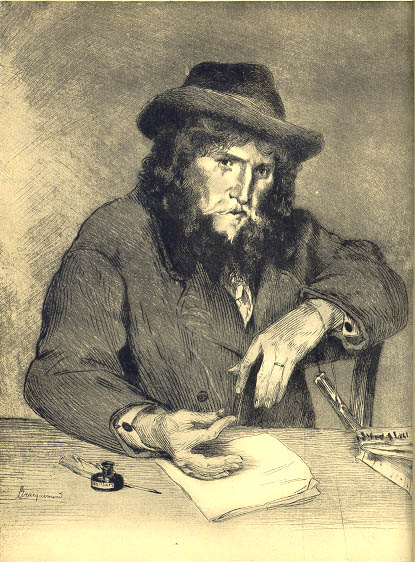
Léon Cladel (Ritratto di Félix Bracquemond)

Léon Alpinien Cladel nacque nel 1835 a Montauban, una città francese dell'Occitania, in una famiglia di artigiani del Quercy. Suo padre, Pierre Cladel, era un sellaio oberato da debiti. Léon cominciò a studiare giurisprudenza a Tolosa, ma interruppe presto gli studi. All'età di vent'anni si recò a Parigi dedicandosi alla letteratura e si fece apprezzare come scrittore naturalista dapprima in circoli ristretti di intellettuali della scuola parnassiana. Il suo primo romanzo, Les Martyrs ridicules,  sulla vita di bohème, fu stampato nel 1862 con la prefazione di Charles Baudelaire.
Ritornò a vivere a Montauban continuando nella sua attività di scrittore, interessandosi soprattutto alla vita e ai costumi dei contadini del Quercy, come in Mes Paysans; in questa opera - suddivisa in due parti: Le Bouscassier (1869), e la Fête votive de Sainti-Bartholomée Porte-glaive (1872) - Cladel analizza i costumi popolari e rustici del Quercy. Ritornato a Parigi nel 1869, Léon Cladel assistette e prese parte alla Comune di Parigi (1871) i cui avvenimenti saranno presenti in molte delle sue opere successive, quali i racconti contenuti in Les Va-nu-pieds, Urbains et ruraux e Trois fois maudites. Quest'ultimo gli valse addirittura la carcerazione. Il racconto Revanche (Rivincita), dal nome proprio dato a un neonato che nasce proprio nel momento in cui suo padre, comunardo, corre incontro alla morte in nome della repubblica, fu censurato dall'editore e apparve solo nell'edizione del 1882.
Il 14 novembre 1871 si sposò a Parigi con Julia Mullem una giovane musicista di religione ebraica; la coppia ebbe cinque figli (Judith-Jeanne, Sarah-Marianne, Rachel-Louise, Eve-Rose, Pierrine-Esther, Saül-Alpinien), la prima delle quali diverrà biografa del padre. Di salute cagionevole, Léon Cladel morì a Sèvres, vicino a Parigi, nel 1892 all'età di 57 anni.

## Opere
- Les Martyrs ridicules, roman parisien (1862) — Testo on-line
- Le Bouscassié (1869) — Testo on-line
- La Fête votive de Saint-Bartholomée Porte-Glaive (1872) — Testo on-line
- Les Va-nu-pieds, raccolta di racconti (1873) comprendente:
  - Achille & Patrocle
  - Mon ami le sergent de ville
  - Les Auryentys
  - Un noctambule
  - Triple-Croche
  - Le Nommé Qouæl
  - L'Enterrement d'un ilote
  - Éral le dompteur
  - La Citoyenne Isidore
  - Nâzi
  - L'Hercule
  - Montauban Tu-Ne-Le-Sauras-Pas
  - Le Revenant
  - Revanche
  - Urbains et ruraux
- Bonshommes (1876) — Testo on-line
- L'Homme de la Croix-aux-Bœufs (1878) — Testo on-line
- Ompdrailles, le Tombeau des lutteurs (1879) — Testo on-line
- Petits Cahiers, raccolta di racconti (1879) comprendente:
  - Un revenant
  - Paul-des-Blés
  - L'Ancêtre
  - Trois fois maudite
  - Chez ceux qui furent
  - Madame la générale à la jambe de bois
  - Du Pain ou la Mort
  - Au Point-du-Jour ? Bêtes et Gens.
- Crête-Rouge (1880)
- Par-devant notaire (1880)
- N'a-qu'un-œil (1882-1886) — Testo on-line
- L'Amour romantique : Confession d'une Mondaine, Huit jours dans les nuages, Aux Amours éternelles (1882)
- Le Deuxième Mystère de l'Incarnation (1883) — Testo on-line
- Pierre Patient (1883) — Testo on-line
- Héros et pantins (1885) — Testo on-line
- Quelques sires (1885) — Testo on-line
- Léon Cladel et sa kyrielle de chiens (1885).
- Mi-diable (1886) — Testo on-line
- Titi Foÿssac IV, dit la République et la Chrétienté (1886) — Testo on-line
- Gueux de marque (1887)
- Raca (1888)
- Kerkadec, garde-barrière (1888)
- Effigies d'inconnus, feuilles volantes (1888) — Testo on-line
- Seize morceaux de littérature (1889) — Testo on-line
- L'Ancien, dramma in versi in un atto, rappresentato nel Théâtre-Libre di Parigi il 2 maggio 1889

Opere postume
- Juive-errante (1897) — Testo on-line
- INRI (1931; 1997)
- Poésies de Léon Cladel (1936)